# Экономический подъём в США после Второй мировой войны

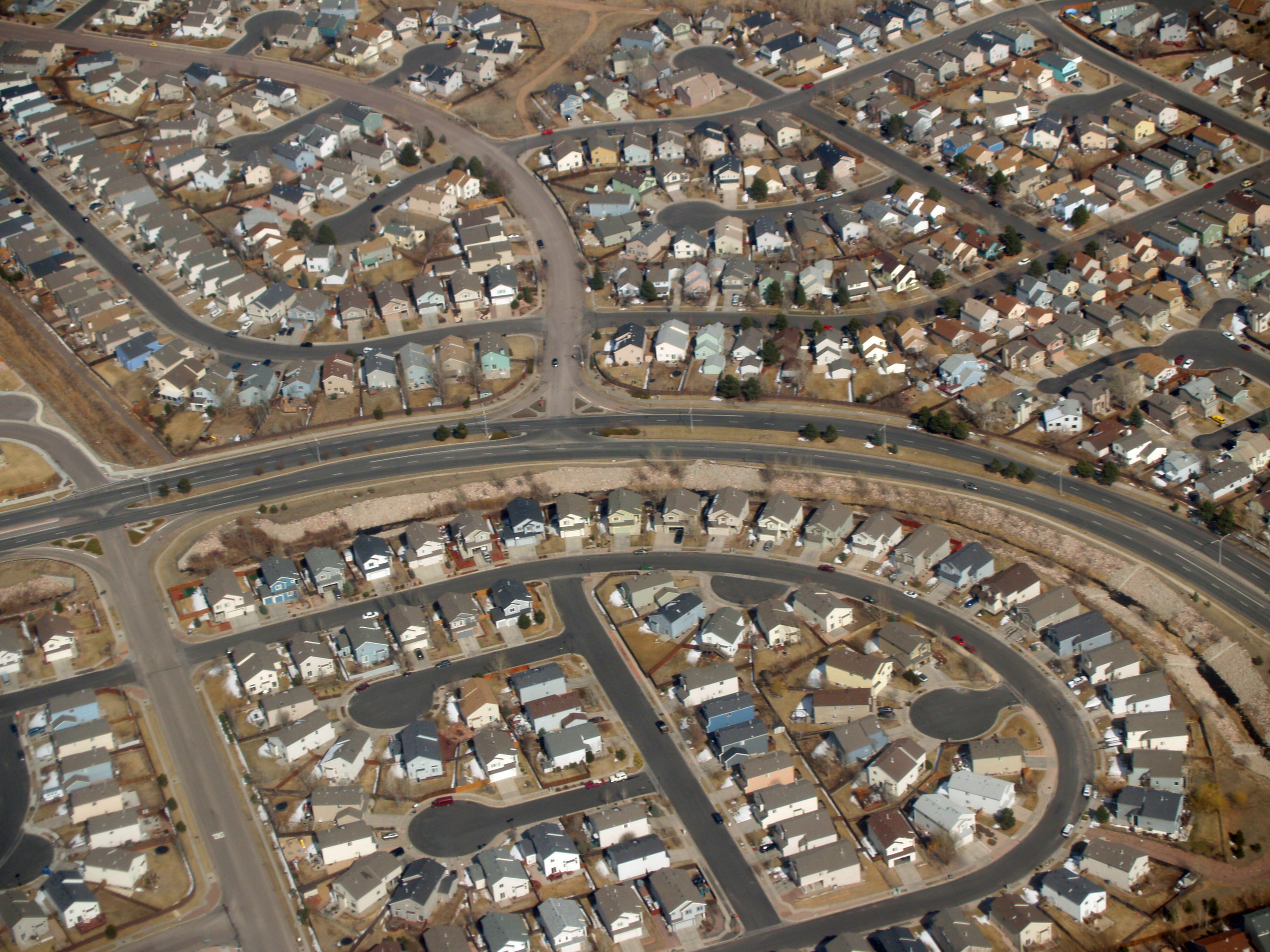
Массовое распространение автомобилей после Второй мировой войны привело в США к расширению пригородов. На фотографии — пригороды Колорадо-Спрингс.

Экономический подъём в США после Второй мировой войны, известный также как послевоенный экономический бум, долгий бум, эпоха Кейнса или золотой век капитализма, был периодом процветания, который в середине XX века наблюдался в США и ряде других стран. Он начался сразу по окончании Второй мировой войны в 1945 году и продолжался до экономического кризиса 1970-х годов и краха Бреттон-Вудской системы. В более узком смысле послевоенный период в США датируют 1945—1952 годами, иногда начало эпохи Кейнса относят не к 1945 году, а к 1950—1951 годам.

## Кейнсианство
Апологеты кейнсианской экономической школы полагают, что причиной долгого бума был переход к экономической политике, соответствовавшей теории Джона Мейнарда Кейнса. В особенности это касалось фискальной политики и государственного бюджета. Им оппонируют сторонники неоклассической экономической теории, главным образом монетаристы.

## Послевоенная политика

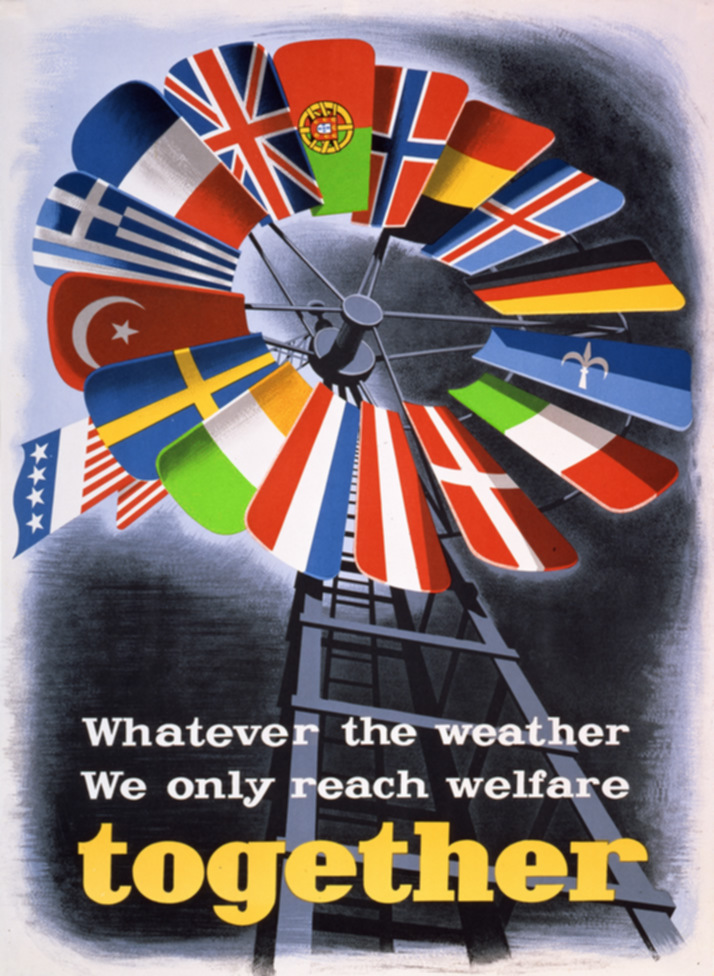
Послевоенный плакат, пропагандирующий План Маршалла

Вскоре после войны произошла нормализация международных отношений в западном мире. Власти США, как и других западных стран, не желали возвращения Великой депрессии, которую многие считали следствием ошибок политиков, находившихся у власти после Первой мировой войны. В частности, согласно Версальскому договору, на Германию была возложена ответственность за развязывание войны, человеческие жертвы и разрушения в Европе, за что она должна была заплатить странам-победительницам репарации. Кроме того, Англия и Франция оккупировали часть Германии, создав там протекторат Саар. Это разрушило германскую экономику, осложнило международные отношения, побудило все страны принимать во время экономического кризиса односторонние протекционистские меры и, в конечном счёте, помогло приходу к власти Гитлера. Главной причиной нормализации в Европе после Второй мировой войны нередко называют План Маршалла.
Сразу после войны союзники вновь попытались проводить деиндустриализацию Германии по Плану Моргентау. В том числе за разделением Германии на зоны оккупации должны были последовать её демилитаризация и превращение в аграрную страну. В значительной степени эти планы были выполнены, немецкие фабрики и заводы демонтировали и вывозили вместе с технической документацией, учёными и инженерами на свою территорию (см., например, Операция «Скрепка»). Миллионы военнопленных привлекались к принудительным работам. Но вскоре американцы отказались от Плана Моргентау, а отдельные его программы, вошедшие в План Маршалла, официально были завершены к 1955 году. План Маршалла наряду с другими западноевропейскими странами включал восстановление Германии. Для предотвращения конфликтов из-за экономических проблем в 1951 году было создано Европейское объединение угля и стали, которое интегрировало европейскую тяжелую промышленность и положило начало созданию Европейского союза.

## Новые правительственные институты
После войны союзники для контроля международных отношений кроме ООН создали также ряд новых институтов, регулирующих экономические отношения внутри их общей экономической системы. Эти институты были структурированы в виде Бреттон-Вудской системы, которая должна была облегчать свободную международную торговлю, проводить в жизнь План Маршалла и основываться на кейнсианской теории. Как часть Бреттон-Вудской системы начали свою деятельность действующие до сих пор международные институты, такие как Международный валютный фонд, Всемирный банк, Международный банк реконструкции и развития.

### Совет экономических консультантов
В США решением Конгресса был также создан Совет экономических консультантов, который, работая при президенте США, занимался выработкой технических решений, обеспечивающих проведение в жизнь экономической политики администрации. В задачи этого нового органа входило:
1. замещение «циклической модели» экономического развития поступательной или «моделью роста»,
2. установление качественных параметров экономического развития,
3. обеспечение фискального давления и бюджетной политики, направленной на предупреждение роста безработицы,
4. коррекция фискальной политики,
5. замещение оценок развития негативных явлений в экономике от фиксирования роста безработицы на снижение совокупного спроса на товары.

До 1949 года в США не было единого мнения по поводу совместимости высоких бюджетных расходов на военные и гражданские программы, но в конце концов победила партия экономистов, считавших, что военные расходы не мешают повышать уровень жизни гражданского населения. В неё, в частности, входили члены администрации президента Трумэна Дин Ачесон и Кларк Клиффорд.
Во время рецессии 1953—1954 годов Совет экономических консультантов возглавлял Артур Бёрнс, который настоял на увеличении финансирования общественных работ, облегчении условий кредитования и снижении налогов.

## Гонка вооружений
Одним из объяснений долгого бума считается сохранение в бюджете США высокой доли расходов на вооружения. Теория «военного кейнсианства» или «экономики перманентной войны» рассматривает правительственные заказы на вооружения как стабилизирующий фактор для глобальной экономики в целом. Результатами такой политики стали послевоенная гонка вооружений, в том числе ядерных, холодная война и космическая гонка.

## Общество

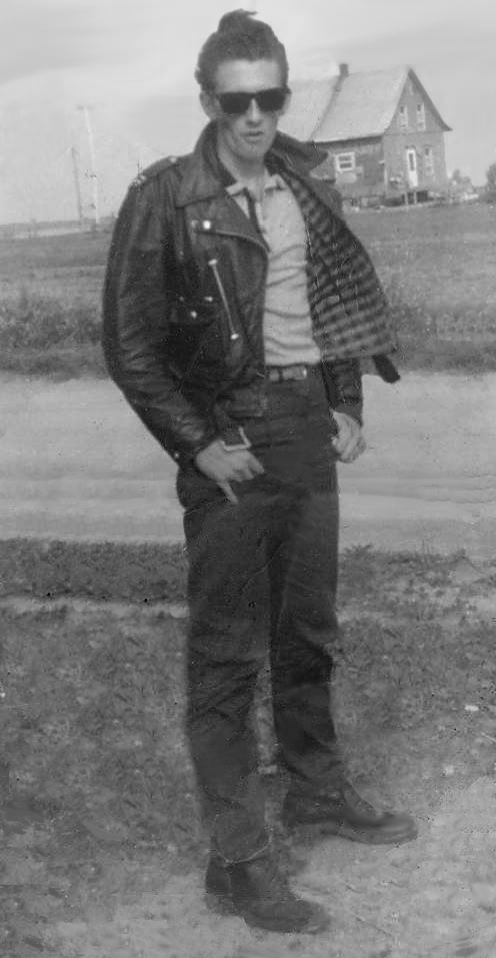
Появление у подростков свободного времени привело к развитию молодёжных субкультур. На фотографии 1950-х годов — типичный североамериканский гризер, представитель популярной субкультуры той эпохи.

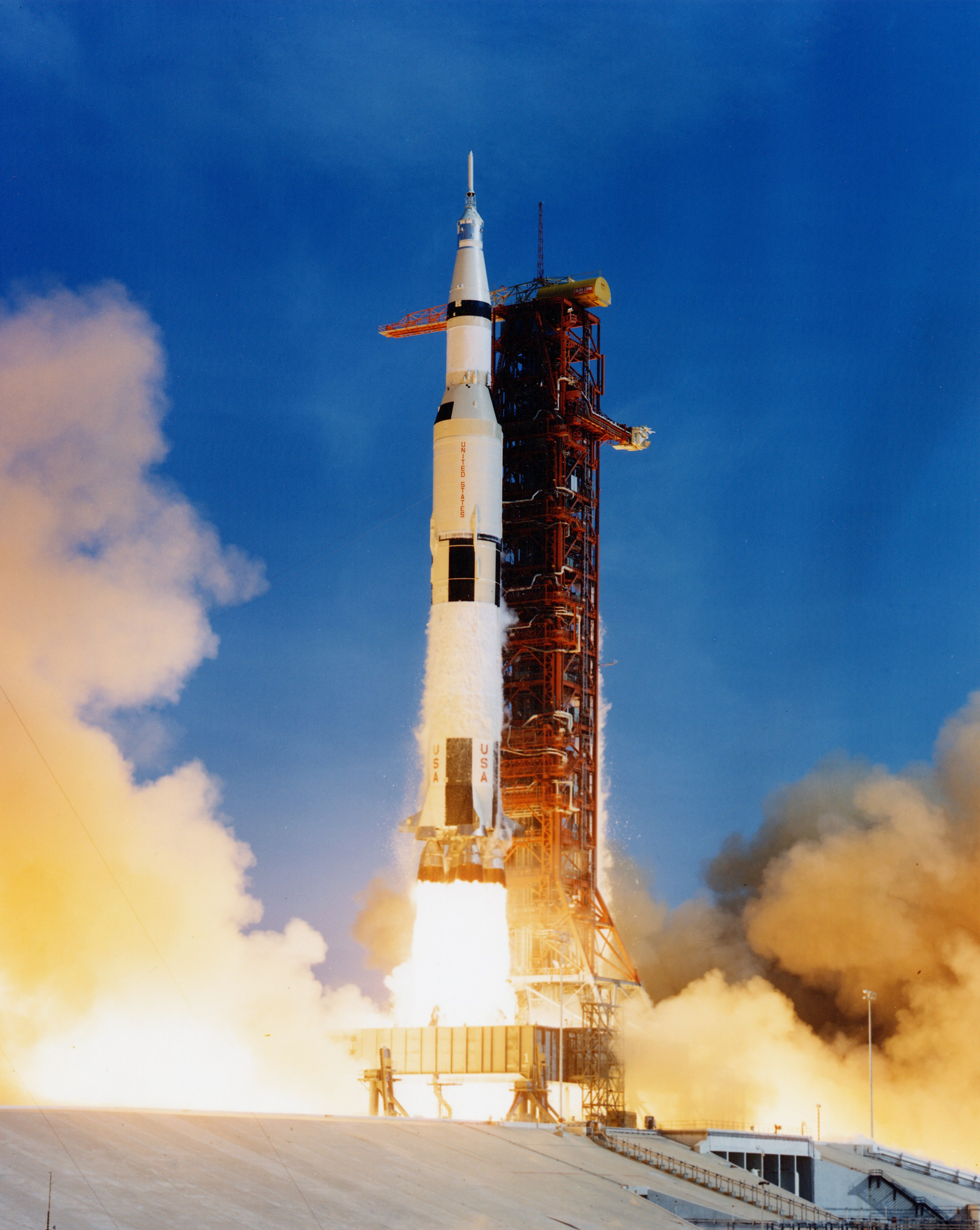
Экономический подъём позволил США осуществить программу Аполлон и успешно участвовать в космической гонке

Одной из важнейших особенностей эпохи долгого бума был беби-бум, демографический взрыв, стремительный рост населения США. Кроме того, в это время сформировались консьюмеризм, социальное государство, произошла сексуальная революция, общая гуманизация западного общества и, как следствие, завершилась эпоха колониализма. Власти и население США активно поддерживали процесс деколонизации во всём мире, в том числе предоставив независимость своей собственной колонии — Филиппинам. В 1960-х годах следствиями гуманизации стали распространение Движения за гражданские права чернокожих в США, борьба с расовой дискриминацией и общественная оппозиция войне США во Вьетнаме.
Повышение уровня жизни и массовое распространение автомобилей привело к массовой миграции американского среднего класса в пригороды. Уровень безработицы оставался низким, и средний класс мог осуществить свою американскую мечту: приобрести дом, завести семью, детей, собаку и обнесённую оградой собственную лужайку.
В этот период в западном обществе сформировалось почти единодушное неприятие какой-либо единой идеологии. Считалось, что для большинства социальных проблем можно найти научные решения. Это мнение, в частности, пропагандировал популярный президент Джон Кеннеди, а его преемник Линдон Джонсон пытался осуществить его и свои собственные идеи борьбы с бедностью в программах концепции Великого общества.

## Конец эпохи
К 1970-м годам социальный оптимизм угас. В результате нефтяного кризиса 1973 года резко повысились цены на нефть. Одновременно упал спрос на сталь, что вызвало кризис в американской тяжелой промышленности и привело к запустению Детройта и других промышленных городов американского Ржавого пояса. В мировой экономике увеличился вес новых индустриальных стран, успешно конкурировавших с западным производством. Всё это способствовало превращению американского общества в постиндустриальное. Во время кризиса многие социальные программы прекратили своё существование.